# Scar Symmetry
Scar Symmetry so švedska melodic death metal skupina iz Aveste. Trenutno delujejo pod založbo Nuclear Blast.

## Zasedba
- Christian Älvestam − vokal
- Jonas Kjellgren − kitara
- Per Nilsson − kitara
- Kenneth Seil − bas
- Henrik Ohlsson − bobni

## Diskografija
- Seeds of Rebellion (demo) (2004)
- Symmetric in Design (2005)
- Pitch Black Progress (2006)
- Holographic Universe (2008)